# Mount Augustus
Mount Augustus är ett berg i Australien. Det ligger i regionen Torres Strait Island och delstaten Queensland, omkring 2 200 kilometer nordväst om delstatshuvudstaden Brisbane. Toppen på Mount Augustus är 223 meter över havet, eller 33 meter över den omgivande terrängen. Bredden vid basen är 0,29 km. Mount Augustus ligger på ön Moa Island.
Trakten är glest befolkad. 
Savannklimat råder i trakten. Genomsnittlig årsnederbörd är 1 737 millimeter. Den regnigaste månaden är januari, med i genomsnitt 465 mm nederbörd, och den torraste är september, med 2 mm nederbörd.